# Студенка (притока Івотки)
Студенка, Студенок, Петушок — річка в Україні, у Шосткинському районі Сумської області. Ліва притока Івотки (басейн Дніпра).

## Опис
Довжина річки приблизно 8,6 км.

## Розташування
Бере початок у Імшані. Тече переважно на північний схід через Ямпіль і впадає у річку Івотку, ліву притоку Десни.